# 218 Bianca
218 Bianca je poveći asteroid glavnog pojasa. Spada u klasu asteroida S-tipa, što znači da je po sastavu mješavina silikata i metala (uglavnom željeza i nikla).
Asteroid je 4. rujna 1880. iz Pule otkrio Johann Palisa, a nazvao ga je po opernoj pjevačici Bianci Bianchi.
Uranov satelit također nosi ime Bjanka, no porijeklo imena je drugačije.
… | 217 Eudora | 218 Bianca | 219 Thusnelda | …